# Sedlec (ort i Tjeckien, Mellersta Böhmen, lat 50,30, long 14,80)
Sedlec är en ort i Tjeckien.   Den ligger i regionen Mellersta Böhmen, i den centrala delen av landet, 40 km nordost om huvudstaden Prag. Sedlec ligger 255 meter över havet och antalet invånare är 179.
Terrängen runt Sedlec är platt. Runt Sedlec är det ganska tätbefolkat, med 166 invånare per kvadratkilometer. Närmaste större samhälle är Mladá Boleslav, 14,4 km nordost om Sedlec. Trakten runt Sedlec består till största delen av jordbruksmark.